# Najlepše vasi Francije
Najlepše vasi Francije (francosko Les Plus Beaux Villages de France) je neodvisno združenje, ustanovljeno leta 1982 za promocijo turistične privlačnosti majhnih podeželskih vasi z bogato kulturno dediščino. Od oktobra 2022 sestavlja mrežo 172 članic: vasi, občine, nekdanje občine, ki se razprostirajo v 70 departmajih in 14 regijah. Spodbuja skladen razvoj podeželja, ki temelji na triptihu »Kakovost, razvpitost in razvoj«.
Članstvo zahteva izpolnjevanje določenih selekcijskih kriterijev, turistom pa ponuja strategijo razvoja in promocije. Tri začetna izbirna merila so podeželska narava vasi (manj kot 2000 prebivalcev), prisotnost vsaj dveh območij nacionalne dediščine (sites classés ali monuments historique) in lokalna podpora v obliki glasovanja sveta. Vsaka vas mora društvu plačati letno članarino, župan pa mora podpisati listino kakovosti društva. Če vas ne izpolnjuje zahtev iz listine, je lahko izključena.
Združenje trdi, da lahko članstvo prinese povečanje števila obiskovalcev za med 10 in 50 %.
Južna departmaja Dordogne in Aveyron imata največ članskih vasi, po deset v vsakem. Sledita Vaucluse s sedmimi in Lot s šestimi.
Po uspehu francoskega certificiranja so bila podobna združenja ustanovljena v Valoniji (Les Plus Beaux Villages de Wallonie), Quebecu (Les Plus Beaux Villages du Québec), Italiji (I Borghi più belli d'Italia), na Japonskem (日本で最も) 美しい村」連合 Nihon de mottomo utsukushii mura rengō), Španiji (Los pueblos más bonitos de España), Rusiji (Самые красивые деревни России) ter Švici in Lihtenštajnu (Les plus beaux villages de Suisse).
Tako je bila leta 2003 ustanovljena federacija najlepših vasi na svetu, da bi sestavila mednarodno referenčno mrežo za zaščito, kulturno krepitev in trajnostni razvoj podeželskih območij.

## Zgodovina
Zamisel o združenju, ki bi zbralo najlepše francoske vasi, se je rodila v Collonges-la-Rouge, Corrèze leta 1981. Charlesa Ceyraca, župana vasi, je navdihnila knjiga Reader's Digest z naslovom Les Plus Beaux Villages de France, ki je vključevala slike Collonges. Odločil se je ustanoviti združenje, ki bi združevalo vasi, da bi jim dalo javno podobo in oživilo njihovo gospodarstvo. Pisal je županom stotih vasi, vključenih v knjigo, in jim svetoval svoje načrte. Odzvalo se je šestinšestdeset županov in združenje je bilo uradno ustanovljeno 6. marca 1982 v Salersu, Cantal.
Charles Ceyrac je ostal predsednik združenja do leta 1996, ko ga je nasledil Maurice Chabert, župan mesta Gordes, Vaucluse, ki je sedanji predsednik. Združenje ima še vedno sedež v Collonges-la-Rouge.
Združenje in njegovo certificiranje sta bila zelo uspešna. V Franciji obstaja veliko konkurenčnih certifikatov, ki se razlikujejo glede na cilje (npr. raven prebivalstva), strogost meril in stroške članstva.
Društvo ima štiri zaposlene in ima letni proračun 479.000 €. Vlogo, kot tudi vsako šestletno revizijo, zahteva ocena Komisije za kakovost po ceni 800 € plus 0,50 € na prebivalca. Vsaka vas članica prispeva letno članarino v višini treh evrov na prebivalca.
Od leta 2000 ima predsednik združenja sedež v Conseil national du tourisme (Nacionalni turistični odbor).
Od 7. julija 2012 je Les Plus Beaux Villages de France del mednarodnega združenja Les Plus Beaux Villages de la Terre (Najlepše vasi sveta).
Znamka in njen logotip sta bila vložena pri Nacionalnem inštitutu za industrijsko lastnino 3. aprila 2012.

## Načela
Društvo je bilo ustanovljeno za pomoč vasem pri promociji njihovih turističnih potencialov. Posebej cilja na vasi, ki jih širše regionalne ali nacionalne turistične strategije včasih zanemarjajo. Združenje verjame v izboljšanje življenja na francoskem podeželju in daje poudarek vrnitvi gospodarskih dejavnosti v vasi. Večina označenih vasi je v regijah, ki so močno prizadete zaradi bega s podeželja. Številne vasi se lahko štejejo za mrtve, če je večina njihovih hiš v ruševinah ali pa so jih tujci ali Francozi, ki živijo v drugih regijah, spremenili v počitniške nepremičnine. Društvo ne promovira in ne spodbuja muzejev na prostem in drugih muzejskih vasi.
Eno glavnih načel društva je varovanje zgodovinske in kulturne dediščine. Označene vasi morajo pokazati pravo strategijo za ohranjanje in promocijo svoje dediščine. Združenje spodbuja okolju prijazen turizem, na primer s spodbujanjem prilagojenih počitnic namesto zgolj mimobežne trgovine.

## Kriteriji
Združenje poziva občine kandidatke, da izpolnijo prijavnico za vas ali zaselek, za katerega želijo, da bi prejel znak. Lokalitet mora biti podeželskega značaja z največ 2000 prebivalci in mora vključevati dve območji nacionalne dediščine in njuno varovano območje. Občina mora pokazati dejanski interes, lokalni svet pa mora o vlogi že razpravljati.
Po vrnitvi obrazca društvu le-to pošlje strokovnjake, ki vlogo ocenijo. Ustvarijo zapis slik in dokumentov o kraju in upoštevajo njegov videz (arhitektura, urbanizem, zmogljivosti za sprejem turistov, kakovost okolja). Dosje nato predajo komisiji, ki odloči, ali vas znak prejme ali ne. Če bo uspešna, mora občina podpisati listino kakovosti.